# Cisterna cerebellomedullaris

Liquorräume am Hirnstamm. Nr. 3 kennzeichnet die Cisterna cerebellomedullaris, der Pfeil den Zugang durch das Foramen Magendii.

Die Cisterna cerebellomedullaris (Syn. Cisterna magna) ist eine Erweiterung des Subarachnoidalraums die zwischen der Unterfläche des Kleinhirns (Cerrebellum) und dem verlängerten Mark (Medulla oblongata) liegt. Sie ist beim Menschen etwa 3 cm breit und hat eine Tiefe von etwa 2 cm. In der Mittelebene kann die Zisterne durch die Falx cerebelli eingeengt sein. Sie steht über die beiden Foramina Luschkae und das Foramen Magendii mit dem vierten Hirnventrikel in Verbindung und enthält Hirnwasser (Liquor cerebrospinalis).
Diese Erweiterung des Subarachnoidalraums kann zur Entnahme von Hirnwasser punktiert werden. Bei dieser als Subokzipitalpunktion bezeichneten Prozedur wird eine Nadel über die Öffnung zwischen Hinterhauptbein und Atlas in die Cisterna cerebellomedullaris geführt.